# Isabel Blanco Ollero
Isabel Blanco Ollero (San Sebastián, Guipúzcoa, 1958) es escritora y coordinadora de la galería de arte T-16. 

## Trayectoria
Natural de San Sebastián, con 22 años se trasladó Las Palmas de Gran Canaria por motivos laborales y actualmente reside en Pamplona desde el año 1984.
Funcionaria en excedencia del Ministerio de Trabajo. Posteriormente ha ejercido como asesora inmobiliaria titulada y ha sido emprendedora también en el mundo de la moda.
Columnista y crítica cultural, muchos de sus artículos de opinión, de variadas temáticas, se han publicado en Diario de Navarra y Diario de Noticias, así como en otros periódicos nacionales.
Ha colaborado en diversas emisoras de radio, tales como Cadena Ser y Radiocadena en Las Palmas de Gran Canaria y en Radio Navarra Cope con programas culturales. 
Ha sido directora de la galería de arte T-dieciséis de Pamplona, con proyectos de diversa índole de fondo sociocultural como conciertos, presentaciones, conferencias en donde ha coordinado exposiciones –entre ellas del pintor Antoni Tàpies- y del artista alemán Gerhard Hexel, así como en los textos de sus catálogos.
Miembro fundador del Grupo de Poesía Ángel Urrutia y de Prosa Miguel Delibes del Ateneo Navarro, coordinando ambos grupos (1998-2004). Relaciones Públicas y presentadora de la Feria Internacional del Libro de Trujillo 2016 y 2017.
Como gestora cultural, trabaja habitualmente con ayuntamientos, institutos y entidades culturales, coordinando talleres literarios- tanto para adultos como para la infancia- clubes de lectura, exposiciones, conciertos, grupos de lecturas dramatizadas. Imparte charlas de diversa índole y recitales poéticos.
Pertenece a la Asociación Navarra de Escritores-as ANE-NIE.
Con el título  “Amar y desamar en igualdad” ha ofrecido varios conciertos en auditorios y escenarios de la Comunidad Foral de Navarra, fusionando poemas y música de varios géneros, con diversos músicos y artistas, con textos propios y temática de Igualdad.
Autora del cuento “Los tres universos” fomento de la lectura y creatividad, con valores de igualdad y dirigido a niños y niñas de 7 a 12 años y que con gran éxito imparte en varios ayuntamientos y lo ha coordinado también en el Club de Lectura del Diario de Navarra. 
Varios cantautores han musicado sus poemas, entre ellos Carlos Luengo, Miguel Ángel Gómez Naharro, Pedro Planillo, Jorge Sánchez, Iñaki Auzmendi, Javi Martín, Estela de María, Sensin Falán, Txo Braceras, entre otros.
Creadora de los “Cantoemas” proyecto de difusión de la poesía musicalizada, con 11 poemas y canciones propias que posteriormente se lanzó en formato CD. Estación de Hendaya (2009) con la colaboración del compositor Pedro Planillo, con quien formó el dúo “Vesta Ánima”. El álbum fue presentado junto al poemario “Salmo de tu cuerpo” en el transcurso del VI Encuentro Iberoamericano de Poesía en México 2010, donde Blanco fue invitada, interviendo en centros culturales y universidades.
Sobre esta nueva experiencia poética-musical y la edición del álbum, “Estación de Hendaya”, Luis Eduardo Aute comentó: “Los cantoemas me parecen un muy interesante trabajo. La idea de incorporar una reflexión poética sobre una canción con la canción y viceversa, abre ventanas a la escucha. Lo hecho con mi canción “Sin tu latido". Me parece una gran acierto. Estoy de acuerdo con el planteamiento que hace Vesta Ánima."
Coordina en Pamplona el Festival Internacional de Poesía y Arte que se celebra de forma anual en más de treinta países, simultáneamente durante el mes de marzo, en contra de la violencia de género a través de Poetas Mujeres Internacional.
Es codirectora de la revista literaria “AHORA-ORAIN” de Cruz Roja Navarra, con un pionero proyecto sociocultural enfocado hacia las personas mayores.

## Obras[4]
Títulos de poemarios editados: 
- Tacto de Miel (Pamplona, 2001)

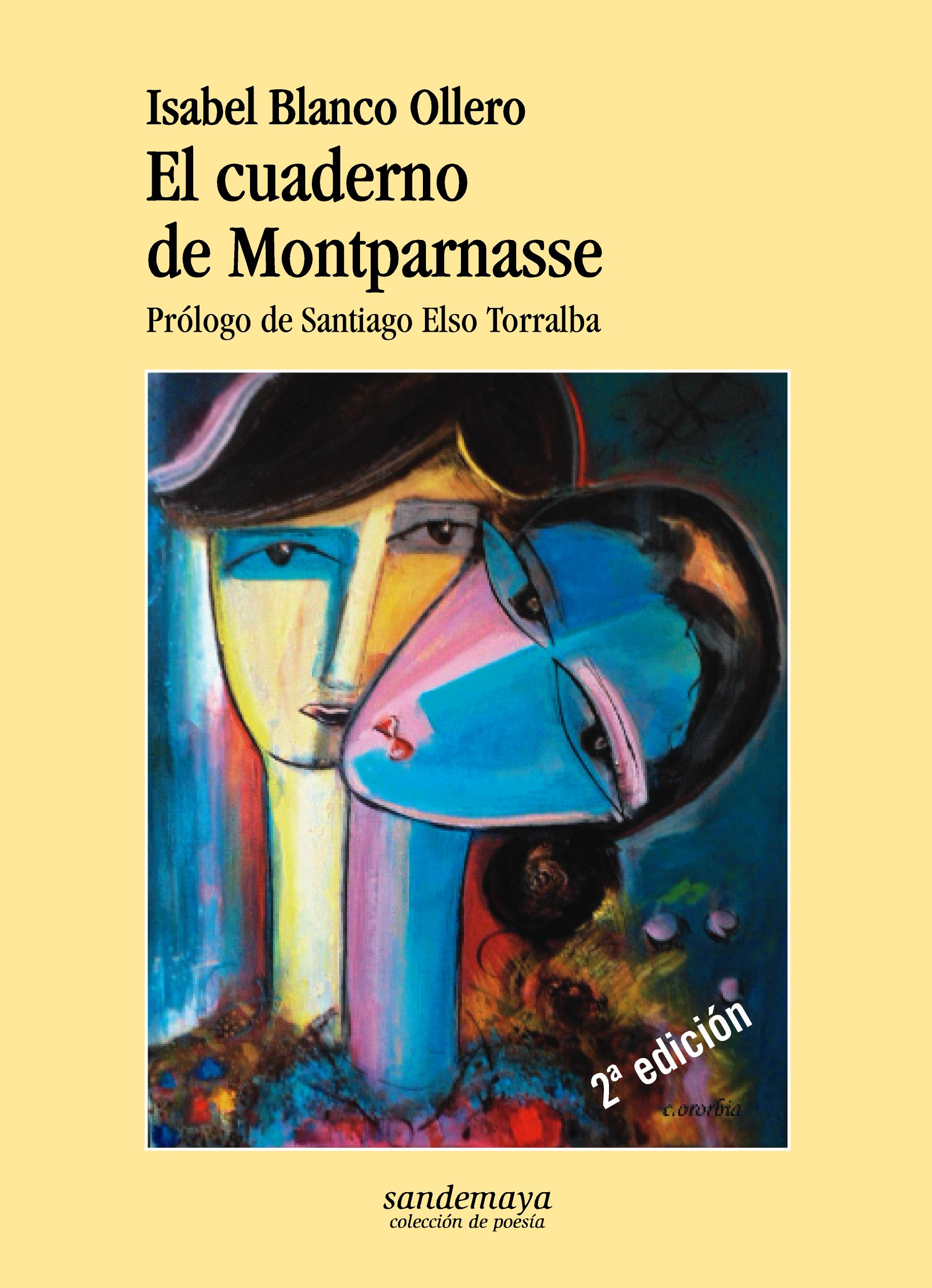
Portada del libro El cuaderno de Montparnasse

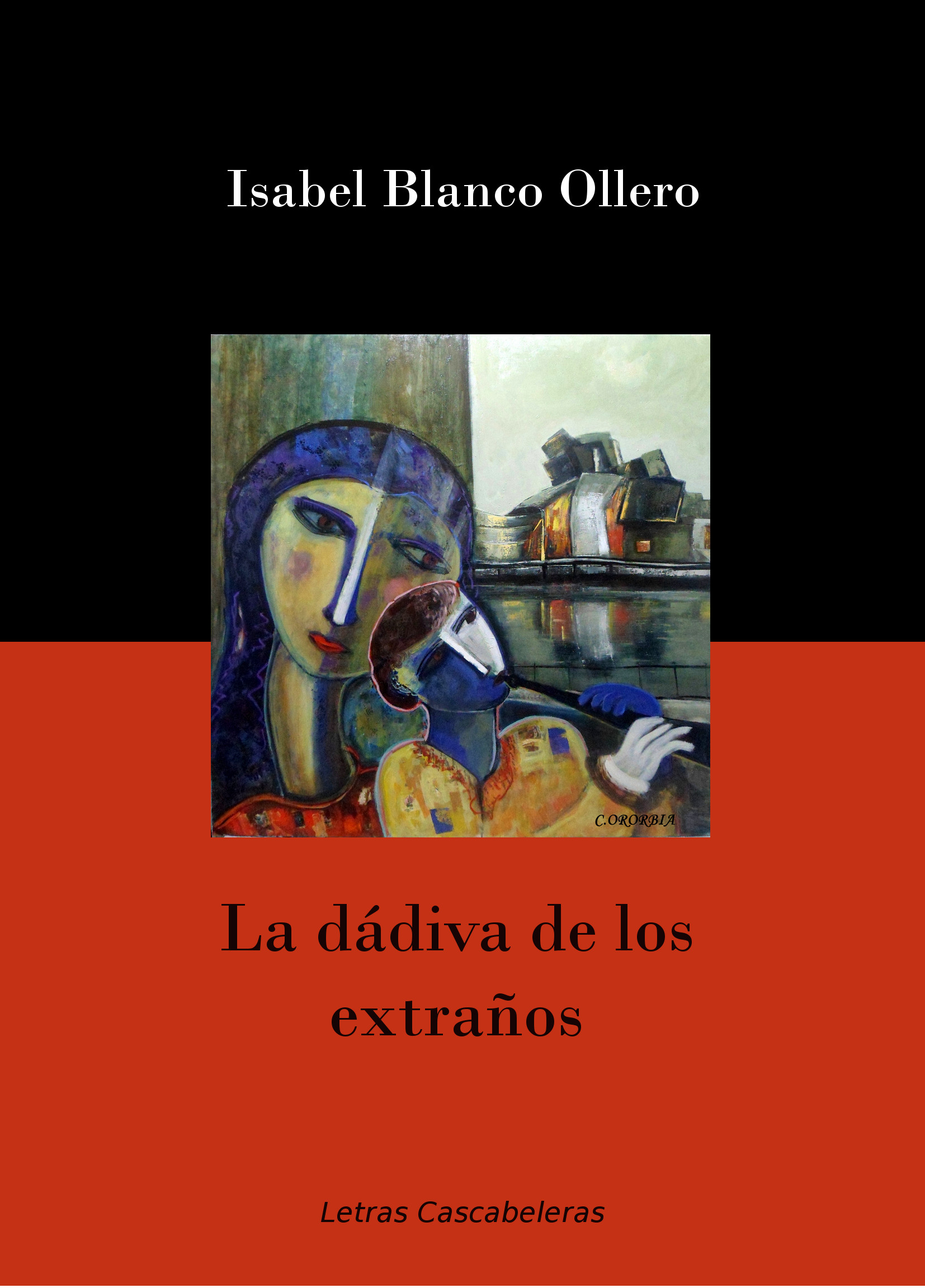
Portada del libro La dávida de los extraños

- Desde las Ondas: Poemas radiofónicos. Con Javier Asiáin. Gobierno de Navarra. Radio COPE Navarra, 2003.
- Salmo de tu cuerpo. Poemario basado en la leyenda de Ariadna y Teseo. Colección de poesía Sandemaya (Pamplona, 2009)
- CD Cantoemas “Estación de Hendaya” Canciones y poemas, junto al compositor e intérprete Pedro Planillo. Gobierno de Navarra. (Pamplona, 2009).
- La permanente costumbre del Adiós. Continuación de Salmo de tu cuerpo. Temática amorosa, inspirada en la misma leyenda griega de Ariadna y Teseo. Colección de poesía Sandemaya (Pamplona, 2011)  Poemario finalista del Certamen de Creación Literaria del Gobierno de Navarra, 2009)
- El cuaderno de Montparnasse. Colección de poesía Sandemaya (Pamplona, 2015)
- La dádiva de los extraños. Editorial Letras Cascabeleras (Cáceres, 2016)
- Brigid o el fuego de la transformación. Editorial Torremozas (Madrid, 2019).

## Antologías y revistas especializadas
Obra suya publicada en varias antologías y revistas nacionales e hispanoamericanas tales como:
- Trilce (Chile) (Instituto Estatal de Cultura de Tabasco, México)
- Kundra (Argentina)
- Ombligo (Editorial Ombligo) (México)
- Nueva Poesía Hispanoamericana (Perú, Editorial Lord Byron)
- Antología de la Literatura Navarra Actual 1998 (Ayuntamiento de Pamplona)
- Periódico La Vanguardia: Descendientes del tiempo.
- Homenaje a Ángel Urrutia. Ángel Urruiari omenaldia. Universidad Pública de Navarra 2005.
- Poesía amiga y otros poemigas para Aute- Homenaje a Luis Eduardo Aute (Editorial Neverland)
- Artistas con Haití (Ayuntamiento de Badajoz)
- Universos para Somalia (Editorial Quadrivium)
- Alhucema  (Ayuntamiento de Albolote, Granada)
- Norbania (Asociación cultural Norbanova, Cáceres)
- Revista  Poética (Editorial Rumorvisual, Cáceres)
- Antología Palabras Prestadas (Ediciones de Medianoche)
- Antología V Día Internacional de la Poesía en Segovia (Diputación de Segovia)
- Mujeres sin Edén (Editorial Playa de Ákaba)
- Antología Poética (Ayuntamiento de Trujillo)
- Poesía Española del siglo XX (Editorial Lord Byron)
- Cambrils (Retrat amb Paraules) y CD (Ayuntamiento de Cambrils, Tarragona)
- «La poesía en Navarra. Siglo XXI». TK. Boletín de la Asociación Navarra de Bibliotecarios (Pamplona) (Especial): 136-138. ISSN 1136-7679. Asociación Navarra de Bibliotecarios, ed. (diciembre de 2017)
- Río Arga (Navarra)
- Constantes Vitales (Ateneo Navarro)
- Traslapuente  (Tudela, Navarra)
- Fábula (Revista literaria de la Universidad de la Rioja)
- Mujeres sin Edén (Homenaje a Carmen Conde) Editorial Playa de Ákaba. (2016)
- WIWASAPA (Antología Artística, 2016)
- Refugiados (Editorial Playa de Ákaba, 2016)
- Generación Subway: Nada es lo que parece (Editorial Playa de Ákaba, 2016)
- Poesía Femenina actual de Navarra en Castellano (Selección de la Dra. Isabel Logroño Carrascosa) Editorial Torremozas (2018)
- Tesis Doctoral ”Búsqueda de la identidad: Poesía en castellano escrita por mujeres en Navarra (1975-2017)" de la Dra. Isabel Logroño Carrascosa (Gobierno de Navarra, 2018)

- 20 Verdades Fingidas (Editorial Vuelta de Hoja, Badajoz)

- Antología Conmemorativa del 10º Aniversario del aula de Literatura (1992-2002) “El juego de hacer versos, el juego de hacer cuentos” (Ayuntamiento de Pamplona)
- Revistas Luces y Sombras,  Pregón.
- Antología Poética Finalistas V Certamen Umbral de Poesía (Valladolid, 2018)
- Mirada de artistas: Sobre la obra del pintor Natxo Barberena (Planetario de Pamplona, Fundación Caja Navarra y Obra Social La Caixa, 2018)
- Barbarin: Plaza de poetas (Editorial R de Rarezas)
- Ella, la Igualdad (Asociación Cultural “Habla Valladolid”,  Ayuntamiento de Valladolid, 2019)
- Antología Poética "Versos para bailar o no" (Editorial Almuzara. Córdoba, 2019)
- Poesía Femenina Actual de Navarra en Castellano (Editorial Torremozas. Madrid, 2018)
- De sur a sur. Antología de poesía erótica, publicación galardonada con una mención especial en Miami.
- Ancho que estrecho, Editorial Dokuso. (Asociación de Creadores y Artistas de Murcia, 2019)
- Equilibrar los tiempos. Antología poética. (Asociación cultural Habla. Editorial Tarqus. Valladolid, 2019)
- Álora, la bien cercada (Ayuntamiento de Álora, Málaga, 2019)
- Naturaleza Versal. Poemas que forman parte de un proyecto en defensa de la Naturaleza y Medio Ambiente, creado entre siete poetas. (Navarra, 2020)
- El Alma del vino (Asociación Navarra de Escritores/as. Nafar Idazleen Elkartea (ANE-NIE), Ediciones Eunate)
- Lira al Viento. Antología Poética Cubano-Navarra (Asociación Navarra de Escritores/as. Nafar Idazleen Elkartea (ANE-NIE) Ediciones Eunate, 2020)
- Álbum 18 poetas contemporáneas. Canciones creadas con los poemas de 18 poetas por el cantautor Miguel Ángel Gómez Naharro-Colaboración con el poema “Punto de encuentro” (Mérida, 2020)
- Poemes y estampes contemporénees. Homenaje al Hórreo asturiano de poetas y grabados de artistas gráficos y traducción de poemas al asturiano-bable. (Ediciones Pata Negra y Conseyería d’Educación y Cultura del Principau d’ Asturies, 2020)
- Antología hacia la Luz. (Coordinación) Poemas sobre la pandemia en pleno confinamiento, (60 días, 60 poemas- 17 de marzo al 16 de mayo del 2020) creados entre 14 poetas, como vasos comunicantes a través del WhatsApp. (Navarra, 2021)
- Diálogos del Mundo Antiguo (2) “En el nombre de Ovidio”. Selección y compilación de la Dra. Rosario Guarino. (Fundación Teatro Romano de Cartagena. Universidad de Murcia, 2021)
- La Pluma, Lengua del Alma. Incluida en la colaboración editorial sobre Poesía Navarra de Tomas Yerro con el Gobierno de Navarra, fruto del proyecto de difusión como ganador del Premio Príncipe de Viana 2019. (Gobierno de Navarra, 2021)
- Instrumentos de Paz. Iniciativa literaria Pro-Paz del Foro Internacional por la cultura de Paz –IFLAC-Coordinado por Maria Ángeles Lombardi y Alonso de Molina. (De Sur a Sur Ediciones, 2021)
- Norbania. Literatura y creación. Monográfico sobre “La ciudad que queremos”-Colaboración con el ensayo titulado “Palabra de Ciudad”. (Asociación Cultural Norbanova. Cáceres, 2021)
- Mi nombre en el recuerdo Poemas contra el feminicidio (Editorial Pamiela, Pamplona 2023)

## Otras obras

### Teatro Musical
- Autora e intérprete del argumento escénico con temática de Igualdad "En nombre de la reina muerta" (2008), a través de los cantoemas y representado en varios escenarios, junto a compositores y músicos de la categoría de Pedro Planillo, Adyta Valdés o Carlos Colina.

### Ensayo
El ensayo, junto a los artículos de opinión, son facetas que cultiva desde hace años, entre los que destaca:
- La fuerza de la cultura, conozco, luego existo” publicado en varios periódicos y revistas, entre ellos: Diario de Navarra 19-IV-2011o en La Cámara real (Revista cultural) (Luxor, Egipto, 2021)[5]

- “Amar o desamar en igualdad” publicado en Tribuna abierta del “Periódico de Extremadura-25-8-2017) y en diversas publicaciones.

- Norbania. Literatura y creación. Monográfico sobre “La ciudad que queremos”. Colaboración con el ensayo titulado “Palabra de Ciudad”. (Asociación Cultural Norbanova. Cáceres, 2021)

## Premios y reconocimientos
- 1er Accésit del I Certamen Nacional Infantil convocado por TVE. de cuentos escenificados (Programa Antena Infantil de la década de los setenta)
- 1er Accésit del Certamen Poético “Poetas del Ebro” 2004 con “Manzanas para Julia”.
- Finalista del Certamen de Creación Literaria 2009 del Gobierno de Navarra con el poemario “La Permanente Costumbre del Adiós”
- Premiada en la publicación nacional XL Semanal Editores por la colaboración, sobre temática de igualdad “Ni en masculino ni en femenino” (2010)
- Finalista del V y VI Día Internacional de la Poesía en Segovia 2014[6] y 2015. Patrocinado por la UNESCO.
- Ganadora de la 93 edición del Certamen  “Palabras Prestadas” 2016  (Editorial Cuadernos del Vigía)
- Finalista del V Certamen Umbral de Poesía Valladolid (Valladolid, 2018)
- Socia de honor de la Casa Regional de Castilla y León en Navarra.
- Incluida en la tesis doctoral “Búsqueda de identidad y renovación estética en la poesía femenina actual de Navarra (1975-2017)” de la doctora Isabel Logroño, publicada por el Gobierno de Navarra, 2018.
- Incluida en la colaboración editorial sobre Poesía Navarra de Tomás Yerro con el Gobierno de Navarra “La Pluma, lengua del alma” fruto del proyecto de difusión como ganador del Premio Príncipe de Viana 2019. (Gobierno de Navarra, 2021).

## Exposiciones pintura y poesía
- La exposición “Como si fuera otoño, arte y palabra en los tiempos de Bilbao” es un recorrido pictórico-literario por la obra de la pintora navarra Conchi Ororbia y de la poeta donostiarra Isabel Blanco Ollero. (Salones del hotel Hesperia Zubialde, Bilbao, 2016-2017)
- Miradas y Palabras: Exposición de la obra pictórica de Conchi Ororbia y obra poética de Isabel Blanco Ollero. (Organizada por el Ayuntamiento de Artajona, Navarra. 2018)